# Thomas Wilde
Thomas Wilde, 1er baron Truro (7 juillet 1782 – 11 novembre 1855) est un avocat, juge et homme politique britannique. Il est Lord Chancelier de Grande-Bretagne de 1850 à 1852.

## Biographie
Wilde est né à Londres, second fils de Thomas Wilde, avocat et fondateur du cabinet d'avocat Wilde Sapte, et de son épouse Mary Anne, née Knight. Il étudie à la St Paul's School de Londres.
Wilde intègre par la suite l'Inner Temple, une institution de formation des avocats, et est appelé à la barre en 1817. Il se distingue dans la défense au procès de la reine Caroline, avant d'être fait serjeant-at-law (en) en 1824 et sergent du roi en 1827.
Il représente, en tant que whig, la circonscription de Newark au Parlement de 1831 à 1832 puis de 1835 à 1841, et la circonscription de Worcester de 1841 à 1846. Entretemps, il est nommé solliciteur général en 1839 et fait Knight Bachelor en 1840, avant d'accéder au poste de procureur général en 1841, succédant à Lord Campbell. De 1846 à 1850, Wilde exerce la fonction de juge en chef de la Cour des plaids-communs avant de devenir Lord Chancelier et recevoir le titre de baron Truro, de Bowes dans le comté de Middlesex. Il quitte son poste ministériel à la chute du gouvernement de Lord John Russell en 1852.

### Famille
Thomas Wilde est le frère de John Wylde (en) et l'oncle de James Wilde (1er baron Penzance), magistrats. En 1813, il épouse en premières noces Mary, veuve de William Devaynes (en) (1730–1809) et fille de William Wileman. Trois enfants sont issus de cette union. Après la mort de Mary, Wilde se remarie le 13 août 1845 avec Augusta Emma d'Este, fille d'Augustus Frederick de Sussex et cousine germaine de la reine Victoria, union qui est restée sans postérité.
Thomas Wilde meurt à Londres en novembre 1858 à l'âge de soixante-seize ans. Son second fils, issu de son premier mariage, Charles, hérite de son titre de baron Truro. Son épouse meurt en 1866 à l'âge de soixante-quatre ans. Wilde fait l'objet d'une plaque commémorative au 2 Kelvin Avenue, Bowes Park, Londres N13.